# Фредерік Феттерлейн
Фредерік Феттерлейн (дан. Frederik Fetterlein; нар. 11 липня 1970) — колишній данський тенісист.
Найвищу одиночну позицію світового рейтингу — 75 місце досяг 23 жовтня 1995, парну — 273 місце — 9 червня 1997 року.
Найвищим досягненням на турнірах Великого шолома було 2 коло в одиночному розряді.
Завершив кар'єру 2004 року.

## Титули ATP Челленджер і ITF Ф'ючерс

### Одиночний розряд: 4
| Легенда                |
| ---------------------- |
| Тур ATP Челленджер (2) |
| Тур ITF Ф'ючерс (2)    |

| Ранг | Дата     | Турнір                    | Покриття | Суперник           | Рахунок                  |
| ---- | -------- | ------------------------- | -------- | ------------------ | ------------------------ |
| 1.   | Лис 1994 | Рогашка Слатина, Словенія | Килим    | Радомир Вашек      | 6–3, 6–4                 |
| 2.   | Лют 1997 | Шербур, Франція           | Тверде   | Ліонель Ру         | 6–3, 6–4                 |
| 1.   | Лип 1998 | Данія F1                  | Ґрунт    | Андреас Вінчігерра | 6–1, 6–2                 |
| 2.   | Сер 2000 | Велика Британія F7        | Тверде   | Пол Бакканелло     | 1–4, 5–4(6), 4–2, 5–4(4) |